# Sân bay Lahad Datu
Sân bay Lahad Datu (IATA: LDU, ICAO: WBKD) là một sân bay Lahad Datu 1 km, ở bang Sabah thuộc Malaysia. Sân bay này gần một trung tâm cải tạo orangutan. Sân bay này có thể phục vụ máy bay Fokker 50 và loại nhỏ hơn, công suất nhà ga 100.000 khách mỗi năm. Năm 2005, sân bay này phục vụ 116.973 lượt khách với 3.010 lượt chuyến.

## Các hãng hàng không và tuyến điểm
- Malaysia Airlines[4]
  - MASwings (Kota Kinabalu)